# Miko (marque)
Pour les articles homonymes, voir Miko.
Miko est une marque commerciale et une entreprise française de crèmes glacées détenue par le groupe Unilever, originellement créée par Luis Ortiz à Saint-Dizier dans les années 1920.
En Belgique, au Portugal, en Afrique du Sud et aux Pays-Bas, elle est appelée Ola, Eskimo en Autriche et en Suisse, la marque est appelée Lusso, ou bien Pierrot Lusso en forme longue. La marque la plus répandue dans le monde est Algida.

## Historique
Aux origines de Miko, il y a l'émigration dans les années 1920 en France de la famille espagnole Ortiz. Certains s'installent en 1919 à Deauville et Trouville où ils créent les Glaces Pompon. Un de leurs cousins, Luis Ortiz (1889-1948), né à San Pedro del Romeral, s'établit en tant que marchand ambulant à Saint-Dizier (Haute-Marne) en 1921. Il y promène sa carriole de marchand ambulant afin de vendre ses marrons grillés, complétant cette activité par la fabrication de crèmes glacées. À la même époque, l'américain Christian K. Nelson découvre la propriété de l’huile de coprah servant à fixer le chocolat autour du bâtonnet, et crée l'Esquimau. 
Un cousin des Ortiz importe l’idée en 1925, donnant naissance au bâtonnet Ortiz. Parents et enfants sillonnent la région à bord de triporteurs. La vente de glaces est dopée à la Libération. Les troupes américaines sont nombreuses à Saint-Dizier et les G.I. fans d'« ice-creams » découvrent les glaces Ortiz. Le succès se poursuit avec la vente des Miko dans les fêtes foraines, les cinémas. Voulant moderniser la marque, les Ortiz rebaptisent leurs glaces Miko en 1951 (contraction de deux surnoms : celui du fils d'un associé de la famille, Michel surnommé Mik et celui de son chien dont le nom finissait par Ko). 
Pour répondre au développement des ventes, ils rachètent la brasserie du Fort Carré (ex-fabricant de bières) pour y installer en 1954 une usine et des machines automatisées pour la fabrication de glaces importées d'Amérique. Le « gros marchand de Saint-Dizier » s'impose même devant les trois groupes industriels Motta (it), Nestlé et Unilever.
Dans les années 1970 et 1980, la société Ortiz-Miko sponsorise des équipes cyclistes et le Tour de France. L’entreprise emploie 1 100 salariés et fournit 10 000 points de vente. En 1986, elle rachète le fabricant nantais de crèmes glacées Frigécrème à BSN. En 1990, Miko est le premier groupe français de produits alimentaires sous grand froid avec 6 000 salariés et 5 milliards de francs de chiffre d’affaires. La société exporte et prend pied sur tous les continents : américain (Canada), africain (Egypte, Sénégal, Réunion, Djibouti), océanien (Nouvelle-Calédonie) et asiatique (Japon, Corée).
Les héritiers Ortiz se disputant l'héritage, l'entreprise en déclin est rachetée, en 1994, pour 413 millions d'euros par Unilever (groupe qui possède les marques Cornetto, Motta, Carte d'Or). Elle est intégrée à COGESAL, la division surgelés du groupe, renommée à cette occasion COGESAL-MIKO. Miko remplace par la suite la marque de glaces du groupe, Motta. L'usine Miko déménage sur la zone industrielle de Trois-Fontaines, toujours à Saint-Dizier. La tour MIKO de l'ex-usine est aujourd'hui un musée Miko et un cinéma.

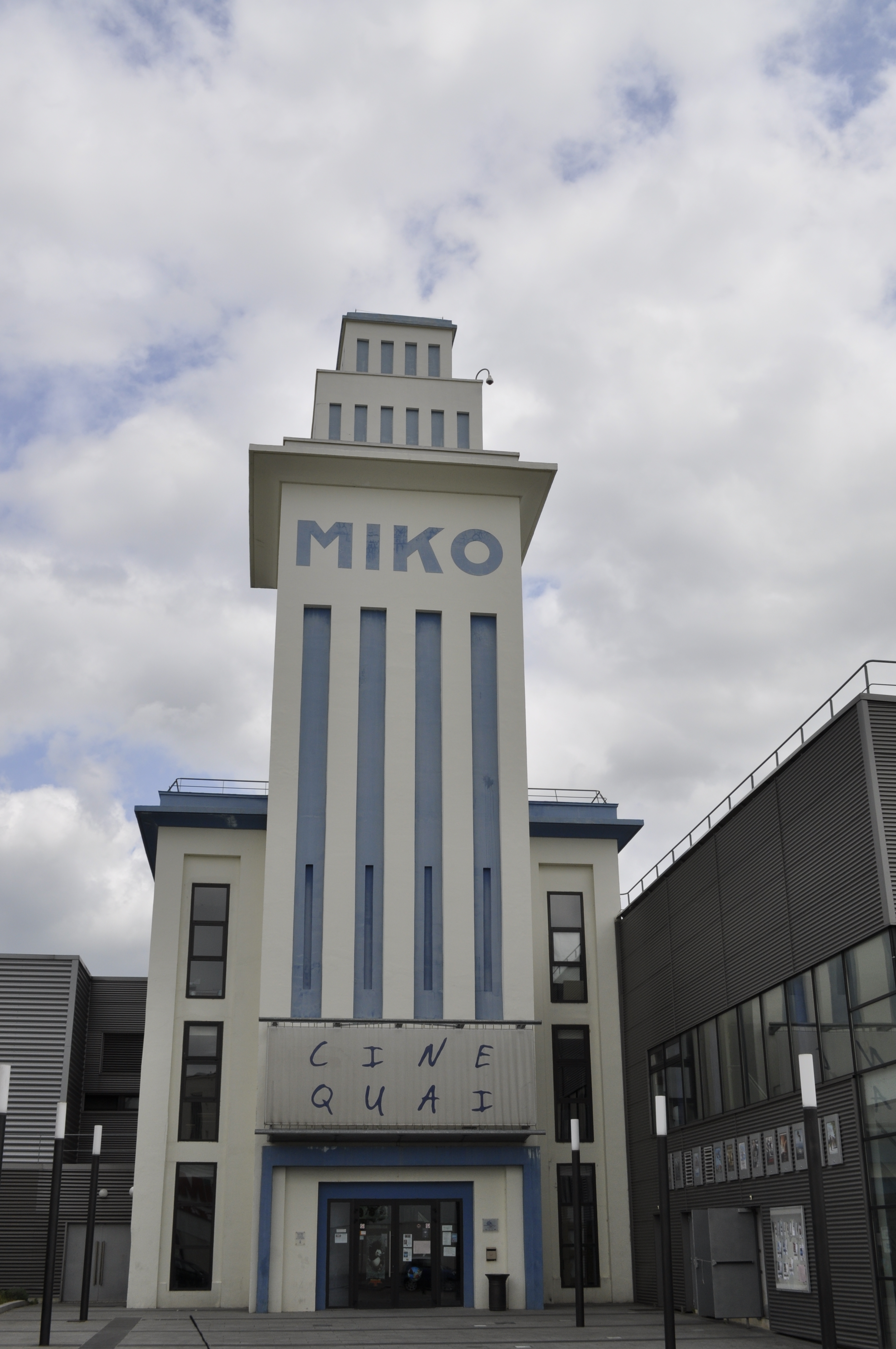
La tour Miko de Saint Dizier est dorénavant un cinéma.

## Produits
Liste de quelques-uns des produits de la gamme Miko : 
- Cornetto ; Cornetto Passion ; Cornetto Miniature ; Cornetto Soft
- Magnum (diverses formes)
- Le Miko, le bâtonnet original !
- Carte d'Or
- Calippo Tubes (Fruits, Fraise et Tropical)
- Viennetta
- Café Zéro

La plupart de ces marques étaient la propriété d'Unilever avant l'acquisition de Miko. Elles étaient alors commercialisées sous la marque Glaces Motta.

## Logos au fil du temps

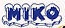
Logo du Miko du 17 mai 1969 au 30 novembre 1985
Logo du Miko du 1er décembre 1985 au 30 avril 1998
Logo du Miko du 1er mai 1998 au 18 avril 2003
Logo du Miko depuis le 19 avril 2003

Quelques équivalents de Miko à l'étranger.

Unilever a construit son activité glaces au fil des années en rachetant des entreprises dans de nombreux pays (Algida en Italie, Langnese en Allemagne, Frigo en Espagne, Miko en France ...). Le groupe a décidé en 1998 de donner le même logo en forme de cœur à toutes ses filiales, tout en conservant leur nom propre à chaque pays. Ce logo a ensuite été simplifié en 2003.

## Miko aujourd'hui
L'usine a déménagé en 1996 et a été détruite en 2005 pour laisser place au complexe ciné-quai ainsi qu'à une grande surface et des habitations. Il ne reste plus que la tour Miko ainsi qu'un musée à l'intérieur du cinéma.

### Mouvements sociaux en 2008
Le 9 janvier 2008, l'usine Miko de Saint-Dizier est en grève. On prévoit la suppression de 309 postes sur 493. Depuis le 25 janvier, la direction ne paye plus les salariés non-grévistes de l'usine. 1 million d'euros de pertes sont annoncées.
Le travail ne reprend que mi-mars 2008.
Plus de trois mois après le début du conflit avec la direction, les syndicats de Cogesal-Miko à Saint-Dizier (Haute-Marne) ont conclu un protocole d'accord sur la restructuration de l'usine. Sur les 493 postes, 180 seront supprimés au lieu des 254 prévus initialement. Environ 80 salariés seront licenciés, les autres ayant une solution de reclassement ou de départ.

## À travers le monde
La marque Miko est présente dans le monde sous d'autres dénominations commerciales :
| Marques           | Pays |
| ----------------- | --- |
| Algida            | Albanie, Bulgarie, Chypre, Croatie, Estonie, Grèce, Hongrie, Italie, Kosovo, Kazakhstan, Lettonie, Lituanie, Macédoine, Malte, Moldavie, Pologne, Roumanie, Russie, Serbie, Slovaquie, Slovénie, Tchéquie, Turquie, Ukraine |
| Bresler           | Bolivie, Chili |
| Eskimo            | Autriche |
| Frigo             | Espagne |
| Frisko            | Danemark |
| GB Glace          | Finlande, Norvège, Suède |
| Glidat Strauss    | Israël |
| Good Humor        | Canada, États-Unis |
| HB                | Irlande |
| Helados La Fuente | Colombie |
| Holanda           | Belize, Costa Rica, Guatemala, Honduras, Mexique, Nicaragua, Panama, Salvador |
| Inmarko           | Russie, Kazakhstan |
| Kibon             | Argentine, Brésil, îles Malouines |
| Kwality Wall's    | Bhoutan, Brunei, Inde, Népal, Sri Lanka |
| Langnese          | Allemagne |
| Lusso             | Suisse |
| Miko              | Égypte (ميكو), France, Maroc, Australie |
| Ola               | Afrique du Sud, Belgique, Luxembourg, Pays-Bas |
| Olá               | Cap-Vert, Macao, Portugal |
| Pingüino          | Équateur |
| Selecta           | Comores, Philippines, Tanzanie |
| Streets           | Nouvelle-Zélande |
| Tio Rico          | Venezuela |
| Wall's            | Angleterre, Cambodge, Chine, Écosse, Inde, Indonésie, Laos, Liban, Malaisie, Pakistan, Pays de Galles, Singapour, Thaïlande, Viêt Nam                                                                                       |
| Wall's HB         | Irlande du Nord |
| 和路雪            | Chine |